# Elaeagnus numajiriana
Elaeagnus numajiriana är en havtornsväxtart som beskrevs av Tomitaro Makino. Elaeagnus numajiriana ingår i släktet silverbuskar, och familjen havtornsväxter. Inga underarter finns listade i Catalogue of Life.